# Alexandru Filipașcu
Alexandru Filipașcu (n. 20 aprilie 1902, Petrova, Maramureș – d. 20 decembrie 1952, Valea Neagră, Constanța). A fost un istoric, primar al orașului Sighetu Marmației, profesor și preot român unit, provenit dintr-o familie greco-catolică de vază din Maramureșul voievodal.
A fost căsătorit cu Livia Buzilă, fiica preotului unit Ștefan Buzilă, din Poiana Ilvei (azi județul Bistrița-Năsăud), la 22 iunie 1928. 
Din căsătorie a avut doi copii: Livia (căsătorită Piso), la 27 martie 1931 și Alexandru, la 25 aprilie 1937. 
Fiica Livia Filipașcu, soția tenorului Ion Piso, îi recuperează o parte din manuscrisele ilustrului său tată și le publică postmortem.
Alexandru Filipașcu a fost un adevărat „patriarh al istoriografiei maramureșene”.
A fost ajutat educațional de unchiul lui, Gheorghe Bilașcu și el născut în Petrova.
În anul 1922, după susținerea tezei de doctorat în filosofie, la Roma, a părăsit Cetatea Eternă și s-a înscris, ca audient, la anumite cursuri în cadrul Universității din München. În anul 1926 a urmat, de asemenea, cursuri în filosofie, la Paris.
Doctor în filosofie la Roma, la Universitatea Pontificală Laterană (1922), iar mai apoi licentiat în teologie (1928) la Universitatea de Stat J. Kazimir, Lemberg - Lwow (Liov), cu teza susținută în limba latină, aceeași în care a fost și redactată, fiind de față și consulul României din acel oraș, cu respectiva ocazie onorantă.
A fost hirotonit în vechea biserică a mănăstirii greco-catolice din Moisei, în ziua de 8 septembrie 1929, de Sfânta Maria Mică, de către însuși episcopul românt unit al Gherlei, Dr. Iuliu Hossu. Prima liturghie oficiată de către Alexandru Filipașcu a avut loc la Petrova, la 1 noiembrie 1929, în biserica din Susani, un vechi lăcaș de cult greco-catolic. 
A deținut funcția de prim ajutor de primar al Sighetului în perioada octombrie 1933 - noiembrie 1937, fără a avea însă o angajare politică. 
A fost membru în:
Asociația pentru Cultura Poporului Român din Maramureș - ASTRA, 
Societatea „Principele Mircea”;
Consiliul de Administrație al Băncii Populare „Tisa”, 
Banca „Maramurășană”, cenzor
Pe această linie a perfecționării pedagogice continue, a urmat diverse cursuri la București (1928 - 1930), pe care le-a încheiat cu un examen de prestigiu, susținut la Iași și obținând media 8.17.
El a evitat, cu diplomație, luptele interconfesionale, disputele ideologico-politice de la mijlocul anilor ’40, plasându-se însă ferm împotriva revizionismului maghiar și a zvârcolirilor iredentiste ucrainene.
Între anii 1934 - 1936 a condus publicația „Ecoul Maramureșului”.
În perioada 1948 -1952 a fost profesor de istorie și religie la Institulul Teologic Ortodox din Cluj.
A fost arestat politic pe 15 august 1952.
A fost deținut politic din vara anului 1952 la Canalul Dunăre-Marea Neagră, unde a decedat.

## Titluri și onoruri
În anul 1936 a fost decorat cu ordinul „Coroana României”, ca urmare a recunoașterii implicării sale prodigioase în viața social-politică și culturală a Maramureșului și a țării; 
În anul 1941 a primit premiul „Năsturel” al Academiei Române.
Grupul Școlar din localitatea Petrova a primit numele de Liceul Tehnologic „Alexandru Filipașcu” prin ordinul de ministru nr. 3750/5.05.2004, începând cu anul școlar 2004 - 2005.

## Lucrări

### Cărți publicate antum
- 1940 – Istoria Maramureșului Arhivat în 16 octombrie 2013, la Wayback Machine., București, 270 de pagini, ediție online.
- 1943 – De la românii din Maramureș - Oameni, locuri, cântece, Sibiu, 87 de pagini
- 1944 – Maramureș, Sibiu, 52 de pagini
- 1945 – Voievodatul Maramureșului - Originea, structura și tendințele lui, Sibiu, 32 de pagini

### Cărți publicate postum
- Coautor, 1957 – Istoria Bisericii Romîne, manual pentru institutele teologice, tipărit cu binecuvîntarea PF Patriarh Justinian,  Editura Institutului Biblic și de Misiune Ortodoxă București, două volume, 464 și respectiv 655 de pagini
- 2006 – Enciclopedia familiilor nobile maramureșene de origine română, Editura Dacia [3][4]